# 伊恩·布藍默
伊恩·布蘭默（英語：Ian Arthur Bremmer，1969年11月12日—）是一位美國政治學者，專注在美國外交政策，國家改革與全球政治風險。他是歐亞集團的總裁與創始人。他的著作包括The J Curve, Every Nation for Itself,與紐約時報暢銷書我們與他們的世界：全球化失敗的原因(英語：Us vs. Them: The Failure of Globalism).。2014年12月他在時代雜誌擔任外交事務專欄作家與特約編輯。2013年他成為紐約大學教授。

## 時代雜誌撰文：中國贏了
伊恩·布藍默2017年在時代雜誌上的中國經濟將贏得未來一文，在紙本雜誌封面印上China won與中國贏了中英文雙語標題，他指出中國倚靠極權主義與資本主義的國有企業與國際影響力所產生的國民生產毛額將可以在2029年超越美國，美國優勢是軍事聯盟、以美元為全球儲備貨幣、貿易秩序領導、自由民主政治價值觀，但這些價值觀在面對中國共產極權與資本主義時正被削弱，並呼籲投資人投資中國而非美國。

## 2018年北韓美國高峰會影響
伊恩·布蘭默認為2018年北韓美國高峰會美國總統唐納川普達成協議是一項成就。